# SLC35C1
SLC35C1 (англ. Solute carrier family 35 member C1) – білок, який кодується однойменним геном, розташованим у людей на короткому плечі 11-ї хромосоми. Довжина поліпептидного ланцюга білка становить 364 амінокислот, а молекулярна маса — 39 809.
| 10         |  | 20         |  | 30         |  | 40         |  | 50         |
| ---------- |  | ---------- |  | ---------- |  | ---------- |  | ---------- |
| MNRAPLKRSR |  | ILHMALTGAS |  | DPSAEAEANG |  | EKPFLLRALQ |  | IALVVSLYWV |
| TSISMVFLNK |  | YLLDSPSLRL |  | DTPIFVTFYQ |  | CLVTTLLCKG |  | LSALAACCPG |
| AVDFPSLRLD |  | LRVARSVLPL |  | SVVFIGMITF |  | NNLCLKYVGV |  | AFYNVGRSLT |
| TVFNVLLSYL |  | LLKQTTSFYA |  | LLTCGIIIGG |  | FWLGVDQEGA |  | EGTLSWLGTV |
| FGVLASLCVS |  | LNAIYTTKVL |  | PAVDGSIWRL |  | TFYNNVNACI |  | LFLPLLLLLG |
| ELQALRDFAQ |  | LGSAHFWGMM |  | TLGGLFGFAI |  | GYVTGLQIKF |  | TSPLTHNVSG |
| TAKACAQTVL |  | AVLYYEETKS |  | FLWWTSNMMV |  | LGGSSAYTWV |  | RGWEMKKTPE |
| EPSPKDSEKS |  | AMGV       |  |            |  |            |  |            |

A: Аланін

C: Цистеїн

D: Аспарагінова кислота

E: Глутамінова кислота

F: Фенілаланін

G: Гліцин

H: Гістидин

I: Ізолейцин

K: Лізин

L: Лейцин

M: Метіонін

N: Аспарагін

P: Пролін

Q: Глутамін

R: Аргінін

S: Серин

T: Треонін

V: Валін

W: Триптофан

Задіяний у таких біологічних процесах, як транспорт, альтернативний сплайсинг. 
Локалізований у мембрані, апараті гольджі.